# Classless Inter-Domain Routing
Classless Inter-Domain Routing (CIDR) – bezklasowa metoda przydzielania adresów IP, wprowadzona w 1993 roku przez Internet Engineering Task Force w celu zastąpienia wcześniejszego, klasowego sposobu adresacji.
Jest usprawnieniem protokołu IPv4 zaadaptowanym także do protokołu IPv6. W CIDR długość maski podsieci jest dostosowana do potrzeb danej podsieci lub wpisu w tablicy routingu (ang. variable length subnet masks – VLSM), a nie ustalana jedna dla całej sieci. CIDR pozwala na efektywniejsze wykorzystywanie puli adresów IP oraz zmniejszenie tablic routingu.
CIDR wykorzystuje maskę podsieci do ustalenia zmiennej części 32-bitowego adresu IP sieci. Może przy tym wykorzystywać „agregację tras” na różnych poziomach, co pozwala na ograniczenie ilości wpisów w tablicy routingu, w której umieszczany jest wówczas wpis, w którym adres sieci jest wspólny dla wszystkich agregowanych podsieci.
CIDR umożliwia wydajniejszy przydział przestrzeni adresowej IPv4 przez eliminację tradycyjnej koncepcji klas adresów IP. CIDR pozwala na używanie masek sieciowych różnej długości dla adresów z dowolnej podsieci, w przeciwieństwie do modelu z klasami, w których występowały jedynie maski długości 8, 16, 24 bitów. W modelu CIDR każda część informacji routingu jest rozgłaszana wraz z maską sieci, która określa liczbę bitów (licząc od lewej strony) używanych dla części sieciowej adresu IP. Wprowadzenie CIDR wiązało się z problemem niewystarczającej ilości dostępnych adresów IP w wersji 4. protokołu.
CIDR nie gwarantuje sprawnej i skalowalnej hierarchii. W celu uniknięcia osobnego wpisu dla każdej trasy, jest ważne, aby routery w niższej hierarchii sieci (które naturalnie mają dłuższe przedrostki numeru) były „zbierane” na wyższym poziomie w hierarchii routingu razem, tworząc w ten sposób mniejsze i mniej specyficzne trasy.
Adres CIDR w zależności od maski sieciowej przedstawia poniższa tabela:
| CIDR | Wielkość w odniesieniu do klas | Liczba adresów | Maska podsieci  |
| ---- | ------------------------------ | -------------- | --------------- |
| /32  | 1/256 C                        | 1              | 255.255.255.255 |
| /31  | 1/128 C                        | 2              | 255.255.255.254 |
| /30  | 1/64 C                         | 4              | 255.255.255.252 |
| /29  | 1/32 C                         | 8              | 255.255.255.248 |
| /28  | 1/16 C                         | 16             | 255.255.255.240 |
| /27  | 1/8 C                          | 32             | 255.255.255.224 |
| /26  | 1/4 C                          | 64             | 255.255.255.192 |
| /25  | 1/2 C                          | 128            | 255.255.255.128 |
| /24  | 1 C                            | 256            | 255.255.255.000 |
| /23  | 2 C                            | 512            | 255.255.254.000 |
| /22  | 4 C                            | 1024           | 255.255.252.000 |
| /21  | 8 C                            | 2048           | 255.255.248.000 |
| /20  | 16 C                           | 4096           | 255.255.240.000 |
| /19  | 32 C                           | 8192           | 255.255.224.000 |
| /18  | 64 C                           | 16 384         | 255.255.192.000 |
| /17  | 128 C                          | 32 768         | 255.255.128.000 |
| /16  | 256 C, 1 B                     | 65 536         | 255.255.000.000 |
| /15  | 512 C, 2 B                     | 131 072        | 255.254.000.000 |
| /14  | 1024 C, 4 B                    | 262 144        | 255.252.000.000 |
| /13  | 2048 C, 8 B                    | 524 288        | 255.248.000.000 |
| /12  | 4096 C, 16 B                   | 1 048 576      | 255.240.000.000 |
| /11  | 8192 C, 32 B                   | 2 097 152      | 255.224.000.000 |
| /10  | 16384 C, 64 B                  | 4 194 304      | 255.192.000.000 |
| /9   | 32768 C, 128 B                 | 8 388 608      | 255.128.000.000 |
| /8   | 65536 C, 256 B, 1 A            | 16 777 216     | 255.000.000.000 |
| /7   | 131072 C, 512 B, 2 A           | 33 554 432     | 254.000.000.000 |
| /6   | 262144 C, 1024 B, 4 A          | 67 108 864     | 252.000.000.000 |
| /5   | 524288 C, 2048 B, 8 A          | 134 217 728    | 248.000.000.000 |
| /4   | 1048576 C, 4096 B, 16 A        | 268 435 456    | 240.000.000.000 |
| /3   | 2097152 C, 8192 B, 32 A        | 536 870 912    | 224.000.000.000 |
| /2   | 4194304 C, 16384 B, 64 A       | 1 073 741 824  | 192.000.000.000 |
| /1   | 8388608 C, 32768 B, 128 A      | 2 147 483 648  | 128.000.000.000 |
| /0   | 16777216 C, 65536 B, 256 A     | 4 294 967 296  | 000.000.000.000 |

## Przykład
Adres sieciowy 192.168.2.112/29 – czyli 29 bitów maski jest używanych do określenia adresu podsieci, 3 pozostałe bity są używane do adresacji hostów.
Maska w zapisie dwójkowym:
11111111.11111111.11111111.11111000
Adres sieciowy w zapisie dwójkowym:
11000000.10101000.00000010.01110000
W masce tego typu można zaadresować 23 = 8 hostów. Użytecznych adresów hostów będzie jednak tylko 6, ponieważ w tym wypadku adres 192.168.2.112 jest użyty jako adres podsieci, natomiast adres 192.168.2.119 (ostatni w tej podsieci) jest adresem rozgłoszeniowym (ang. broadcast).